# Agostino Gnaccarini
Agostino Gnaccarini (Alberino (Emília-Romanya), Italia, 1858 - Bolonya, 11 de febrer, 1916), fou un baríton italià de la época del Romanticisme. I que va ser dels primers d'Itàlia a gravar la seva veu en disc.

## Cronologia d'algunes aparicions
- 1884 Torí "Teatro Regio", Le Villi (Guglielmo) (estrena) amb Elena Boronat (Anna) i Enrico Filippi-Bresciani (Roberto)
- 1890 Bolonya "Teatro Del Corso" Faust (Valentin) amb Emma Zilli, Emma Gardini, Maria Amadei i Rogerio Astillero
- 1889 Rosario de Santa Fè (Argentina), "Teatro Olimpo" Otello (Iago) amb Eugenio Galli (Otello) i Lina Cerne (Desdemona)
- 1900 Barcelona Gran Teatre del Liceu, Siegfried amb Raffaele Grani (Siegfried), Luisa d'Ehrenstein (Brunnhilde), Erda (Wanda Borisova), Achille Moro (Alberich) i Dante Zucchi (Mim)
- 1907 Venècia, "Teatro La Fenice", Le Cid, (Conte di Gormas) amb David Henederson (Rodrigo), Lucia Crestani (Chimene), Leonia Ogroska (Infant) i Angelo Riccieri (Don Diego).[3]